# Забу Брайтман
Ізабель (Забу) Брайтман (фр. Isabelle Breitman; нар 30 жовтня 1959, Париж, Франція) — французька акторка, театральна та кінорежисерка, сценаристка. Лауреатка низки кінематографічних та театральних нагород.

## Біографія
Ізабель Брайтман народилася 30 жовтня 1959 року в Парижі (Франція) в сім'ї сценариста Жана-Клода Дебе (1921—2016) та акторки квебекського походження Селін Леже (1937—2017), які були одружені 17 років — з 1959 і до розлучення в 1976. Дитинство провела в Меннту-сюр-Шер. Пізніше поступила до школи Клод-де-Франс в Роморантен-Лантене. У дитинстві Забу захоплюється біологією і особливо бджолами.
Акторській професії Брайтман навчалася на Курсах Симона.
Свою акторську кар'єру Брайтман розпочала у 4-річному віці в 1965 році з епізодичної ролі в серіалі «Thierry la Fronde», сценарій до якого написав її батько. Пізніше акторка знялася у фільмах «Бум 2» (1982, реж. Клод Піното), «Банзай» (1983, реж. Клод Зіді), «Гвендолін» (1984, реж. Жуст Жекін), «Одна жінка або дві» (1985, реж. Даніель Віньє) і «Біллі Кік» (1985, Жерар Морділла). Знімалася також у фільмах таких відомих кінорежисерів, як Ів Буассе, Дідьє Камінка, Колін Серро, П'єр Жоліве, Мішель Девіль, Жиль Лелуш, П'єр Шоллер, Діана Кюрі та ін.
За свою акторську кар'єру Забу Брайтман зіграла понад 90 ролей у кіно, на телебачення і в театрі, та була відзначена багатьма різними кінематографічними та театральними нагородами.
Як кінорежисерка Брайтман дебютувала у 2001 році зі стрічкою «Згадати про прекрасне», за яку здобула французьку національну кінопремію «Сезар» у номінації «Найкращий дебютний фільм» та ще кілька професійних кінонагород.
У 2014 році вона зіграла роль Рут Халімі, матері Ілана Халімі у фільмі «24 дні». Також очолює журі фільму «Одкровення Картьє» на Американському кінофестивалі в Довілі 2015 року.
19 грудня 2018 року понад 70 знаменитостей мобілізувалися на заклик асоціації Urgence Homophobie. Брайтман є однією з них і з'являється у відеокліпі на пісню De l'amour, написану для асоціації.

## Особисте життя
Забу Брайтман має двох дітей — Анни (нар. 1989) та Антонена (нар.1993) — від французького художника Фаб'єна Шалона (1989—2006).

## Фільмографія

### Акторка
| Рік       |    | Українська назва                        | Оригінальна назва                                | Роль                    |
| --------- | -- | --------------------------------------- | ------------------------------------------------ | ----------------------- |
| 1964      | с  |                                         | Thierry la Fronde                                | маленька дівчинка       |
| 1977—1989 | с  | Малий театр Антенн-2                    | Le petit théâtre d'Antenne 2                     |                         |
| 1981      | ф  | Вона бачить карликів скрізь!            | Elle voit des nains partout!                     | Білосніжка              |
| 1982      | ф  | Бум 2                                   | La boum 2                                        | Катрін                  |
| 1982      | ф  | Едем                                    | Eden                                             |                         |
| 1983      | ф  | Банзай                                  | Banzaï                                           | Софія                   |
| 1983      | тф | Танці Віші                              | Vichy dancing                                    | Габі                    |
| 1984      | ф  | Гвендолін                               | Gwendoline                                       | Бет                     |
| 1984      | с  | Сінематон                               | Cinématon                                        | учасниця                |
| 1985      | ф  | Одна жінка або дві                      | Une femme ou deux                                | Констанс Мішо           |
| 1985      | ф  | Біллі Кік                               | Billy Ze Kick                                    | Жульєтта Шапо           |
| 1986      | ф  | Стежте за поглядом                      | Suivez mon regard                                | інвалідка               |
| 1986      | ф  | Настрої                                 | États d'âme                                      | Елен                    |
| 1986      | ф  | Комплекс кенгуру                        | Le complexe du kangourou                         | Оділь                   |
| 1987      | ф  | Шуряк                                   | Le beauf                                         | Мерилін                 |
| 1987      | ф  | Проклятий Фернан                        | Fucking Fernand                                  | проститутка             |
| 1987      | ф  | Данден                                  | Dandin                                           | Анжеліка / відьма       |
| 1988      | с  | Холодний піт                            | Sueurs froides                                   | Фанні                   |
| 1988      | ф  | Травесті                                | La travestie                                     | Ніколь Армінг           |
| 1989      | ф  | Лелеки — не такі, як про них думають    | Les cigognes n'en font qu'à leur tête            | Елен Парне              |
| 1989      | ф  | Навпіл                                  | Moitié-moitié                                    | Сара                    |
| 1989      | с  | Моя остання мрія буде про Вас           | Mon dernier rêve sera pour vous                  | Гортензія Альбер        |
| 1989      | тф |                                         | À corps et à cris                                | Марі Паренті            |
| 1990      | ф  | Таке життя                              | La Baule-les-Pins                                | Белла                   |
| 1990      | ф  | Службове просування через канапе        | Promotion canapé                                 | Кароль                  |
| 1991      | ф  | Професійні таємниці доктора Апфельглюка | Les secrets professionnels du Docteur Apfelgluck | Кароль Рібера           |
| 1991      | ф  | Чудова епоха                            | Une époque formidable...                         | інтерв'юерка            |
| 1991      | ф  | Усе ще одні                             | Toujours seuls                                   | Ізабель                 |
| 1991      | тф | Злочини і сади                          | Crimes et jardins                                | Вівіан                  |
| 1991      | ф  | Вулиця Паради, будинок 588              | 588 rue Paradis                                  | Астрід Сетіан           |
| 1991      | ф  | Бланваль                                | Blanval                                          | Емма                    |
| 1992      | ф  | Криза                                   | La crise                                         | Іза Барелль             |
| 1992      | ф  | Відразу після грози                     | Juste avant l'orage                              | Матильда                |
| 1992      | тф | Кроти-рівнів                            | Les taupes-niveaux                               | Клер                    |
| 1993      | ф  | Кухня і залежність                      | Cuisine et dépendances                           | Мартіна                 |
| 1994      | тф | Велика дівчина                          | La grande fille                                  | Матильда                |
| 1995      | тф | Шарлотта і Леа                          | Charlotte et Léa                                 | Леа                     |
| 1995      | с  | Історія суботи                          | L'histoire du samedi                             | Ніна                    |
| 1996      | тф | Антуан                                  | Antoine                                          | Діана                   |
| 1996      | тф | Чехарда                                 | Chassés-croisés                                  | Ніна                    |
| 1997      | ф  | Необхідна корректна поведінка           | Tenue correcte exigée                            | Катрін Сперрі           |
| 1997      | ф  | Ідеальний чоловік                       | L'homme idéal                                    | Мадлен                  |
| 1997      | кф | Велике сімейство                        | Famille nombreuse                                |                         |
| 1998      | тф | Бебі бум                                | Bébés boum                                       | Аньєс                   |
| 1998      | ф  | Це залишиться між нами                  | Ça reste entre nous                              | Марі                    |
| 1999      | ф  | Дублерка                                | Le double de ma moitié                           | Сесіль / Сюзі           |
| 1999      | тф | Дуети: Смертельний борг                 | Les duettistes: Une dette mortelle               | Ліза Ле Гірек           |
| 1999      | ф  | Мій маленький бізнес                    | Ma petite entreprise                             | Наталі «Нат»            |
| 1999      | ф  | Синява до самої Америки                 | Du bleu jusqu'en Amérique                        | Анна                    |
| 1999      | тф | Дуети: Ліза і Симон                     | Les duettistes: Lisa et Simon                    | Ліза                    |
| 2001      | ф  | Незнайомка з Валь-Пердю                 | L'inconnue du Val-Perdu                          | Мартіна                 |
| 2001      | тф | Дуети: Молоді жертви                    | Les duettistes: Jeunes proies                    | Ліза Ле Гірек           |
| 2001      | с  | Растіньяк                               | Rastignac ou les ambitieux                       | Діана Ланже             |
| 2001      | ф  | Згадати про прекрасне                   | e souvenir des belles choses                     | Марі Бйорг              |
| 2001      | тф | Дуети: Крихітка                         | Les duettistes: Le môme                          | Ліза Ле Гірек           |
| 2001      | мф | Бекассін                                | Bécassine - Le trésor viking                     | Лулотт (озвучення)      |
| 2002      | ф  | Майже спокійний світ                    | Un monde presque paisible                        | Леа                     |
| 2004      | ф  | Глюк                                    | Narco                                            | Памела                  |
| 2005      | ф  | Парфуми пані в чорному                  | Le parfum de la dame en noir                     | Едіт Ранс               |
| 2006      | тф | Після мене щастя                        | Après Moi le Bonheur                             | Вероніка                |
| 2007—2017 | с  | Що таке добре, що таке погано           | Fais pas ci, fais pas ça                         | Еве де Кольбер          |
| 2007      | тф | Убивчі істини                           | Vérités assassines                               | Віра Кабраль            |
| 2008      | ф  | Перехресний вогонь                      | Les insoumis                                     | Commissaire Vasseur     |
| 2008      | ф  | Перший день життя, що залишилося        | Le premier jour du reste de ta vie               | Марі-Жанна Дюваль       |
| 2009      | ф  | Нічого особистого                       | Rien de personnel                                | Крістіна Барбієрі       |
| 2010      | ф  |                                         | Deli dumrul kurtlar kuslar aleminde              | художниця Самі          |
| 2010      | тф | Богоматір убогих духом                  | Notre Dame des Barjots                           | Віра Кабраль            |
| 2010      | ф  | Но і я                                  | No et moi                                        | пригнічена мати Лу      |
| 2011      | мф | Тітоф                                   | Titeuf, le film                                  | Мама (озвучення)        |
| 2011      | ф  | Управління державою                     | L'exercice de l'État                             | Полін                   |
| 2011      | ф  | Великий злий вовк                       | Le grand méchant loup                            | Віктуар Делькруа        |
| 2012      | ф  | Частини мене самої                      | Des morceaux de moi                              |                         |
| 2012      | ф  | Вірні друзі                             | Amitiés sincères                                 | Стефані                 |
| 2012      | ф  | Без жартів                              | De l'autre côté du périph                        | комісар Морлан          |
| 2014      | ф  | Красива, як чужа дружина                | Belle comme la femme d'un autre                  | Клеменс Карньє          |
| 2014      | с  | Закон Барбари                           | La loi de...                                     | Полін                   |
| 2014      | ф  | 24 дні, правда про справу Ілана Халімі  | 24 Jours: La Vérité sur l'Affaire Ilan Halimi    |                         |
| 2014      | ф  | Дисконт                                 | Discount                                         | Софія Бенгауї           |
| 2015      | ф  |                                         | Entre amis                                       | Астрід                  |
| 2015      | ф  | Наше майбутнє                           | Nos futurs                                       | мати Янна               |
| 2015      | ф  | Разом або ніяк                          | Nous trois ou rien                               | мати                    |
| 2015      | ф  | Я розраховую на вас                     | Je compte sur vous                               | інспектор Моретті       |
| 2016      | ф  | Де жінки?                               | Arrête ton cinéma!                               |                         |
| 2016      | кф | По всіх грудях                          | Par tous les seins                               |                         |
| 2016      | ф  | Баден-Баден                             | Baden Baden                                      | мати Ани                |
| 2016      | тф |                                         | Box 27                                           | Патриція                |
| 2016      | ф  |                                         | Il a déjà tes yeux                               | Клер Малле              |
| 2017      | ф  | Він і Вона                              | Mr & Mme Adelman                                 | директорка школи Артура |
| 2017      | с  | Париж тощо                              | Paris etc                                        | Ґіл                     |
| 2018      | ф  | Зять мого життя                         | Le gendre de ma vie                              |                         |
| 2019      | ф  | Бідні виродки                           | Salauds de pauvres                               |                         |

### Режисерка та сценаристка
| Рік  |     | Назва українською          | Оригінальна назва             | Режисер | Сценарист |
| ---- | --- | -------------------------- | ----------------------------- | ------- | --------- |
| 2001 |     | Згадати про прекрасне      | Se souvenir des belles choses | Так     | Так       |
| 2003 | к/м | Добре зроблено             | Bien joué                     | Так     | Так       |
| 2003 | к/м | Добре сказав               | Bien dit                      | Так     | Так       |
| 2003 | к/м | Звичайно                   | Bien entendu                  | Так     | Так       |
| 2006 |     | Чоловік усього його життя  | L'homme de sa vie             | Так     | Так       |
| 2006 | т/с | 10 обговорюваних фільмів   | Dix films pour en parler      | Так     |           |
| 2009 |     | Я її кохав. Я його кохала. | Je l'aimais                   | Так     | Так       |
| 2010 |     | Но і я                     | No et moi                     | Так     | Так       |
| 2017 | т/с | Париж тощо                 | Paris etc                     | Так     | Так       |
| 2019 |     | Ластівки з Кабула          | Les hirondelles de Kaboul     | Так     |           |

## Визнання
| Нагороди та номінації Забу Брайтман                  | Нагороди та номінації Забу Брайтман            | Нагороди та номінації Забу Брайтман | Нагороди та номінації Забу Брайтман |
| Рік                                                  | Категорія                                      | Фільм                               | Результат                           |
| ---------------------------------------------------- | ---------------------------------------------- | ----------------------------------- | ----------------------------------- |
| Премія «Сезар»                                       |                                                |                                     |                                     |
| 1986                                                 | Найперспективніша акторка                      | Біллі Кік                           | Номінація                           |
| 1993                                                 | Найкраща акторка другого плану                 | Криза                               | Номінація                           |
| 2003                                                 | Найкращий дебютний фільм                       | Згадати про прекрасне               | Перемога                            |
| 2012                                                 | Найкраща акторка другого плану                 | Управління державою                 | Номінація                           |
| Кінофестиваль детективного кіно в Коньяку            |                                                |                                     |                                     |
| 1999                                                 | Гран-прі за телефільм — Спеціальна згадка      | Дуети: Смертельний борг             | Перемога                            |
| Кінофестиваль у Кабурі                               |                                                |                                     |                                     |
| 2002                                                 | «Золотий Сван» найкращій молодій акторці       | Згадати про прекрасне               | Перемога                            |
| Синдикат французьких кінокритиків                    |                                                |                                     |                                     |
| 2003                                                 | Приз за найкращий перший фільм                 | Згадати про прекрасне               | Перемога                            |
| Премія «Кришталевий глобус»                          |                                                |                                     |                                     |
| 2010                                                 | Найкраща драма (спільно з Раймоном Депардоном) | Люди                                | Перемога                            |
| Премія «Золота зірка кіно»                           |                                                |                                     |                                     |
| 2013                                                 | Найкращий перший фільм                         | Згадати про прекрасне               | Перемога                            |
| Приз Консорціуму письменників і композиторів (SACD)  |                                                |                                     |                                     |
| 2013                                                 | Нагорода «Нові таланти кіно»                   |                                     | Перемога                            |
| Міжнародний кінофестиваль анімаційного кіно в Аннесі |                                                |                                     |                                     |
| 2018                                                 | Нагорода Фонду Гана за дистрибуцію             | Ластівки з Кабула                   | Перемога                            |